# 共和春
共和春（コンファチュン、韓国語：공화춘）は、仁川広域市中区善隣洞に位置する旧中華料理レストランの建物で、大韓民国登録文化財に登録されている（第246号）。1912年に開業した共和春は韓国でチャジャンミョンを初めて開発し、販売した場所として知られている。食堂は1983年に閉業したが、2012年4月に店舗を改修し、チャジャンミョン博物館になった。

## 歴史
1883年に、仁川の開港とともに、今日の仁川広域市中区善隣洞一帯には清租界地が設置された。共和春の建物は清租界地に1908年頃、山東省の職人が参加して中庭を備えた地上2階建てとして建設された。竣工当時は貿易商に寝食を提供する客桟に使用された。
共和春は山東省出身の于希光（1886年 - 1949年）が1912年に店を開業し、1983年まで営業した。前身は、現在共和春のある場所ではない他の場所で于希光が開業した『山東会館』という宿泊施設で、1912年ごろ中華民国の樹立を記念し、『共和春（共和国元年の春という意）』に改名した。現在ある場所に移転してきた時期は早ければ1917年、遅くても1934年と推定される。1970年代まで京仁地域の5大中華料理店の一つとして名声を保っていた。
閉業後、別の韓国人が新しく共和春を開業し、CJグループがロイヤルティーを支払い、新しくできた共和春の代表から商標権を購入して独自の事業を構想していたが、GS25に商標使用権を渡した。
2012年4月、店舗を改修し『チャジャンミョン博物館』として開館した。博物館は7ヶ所の展示空間と企画展示室を取り揃え、開港期の仁川とチャジャンミョンの歴史を体験できるよう造成された。また1960年代の共和春の厨房を再現し、企画展示室は共和春の創業者于希光を記念して『于希光記念ホール』と名づけた。

## ギャラリー

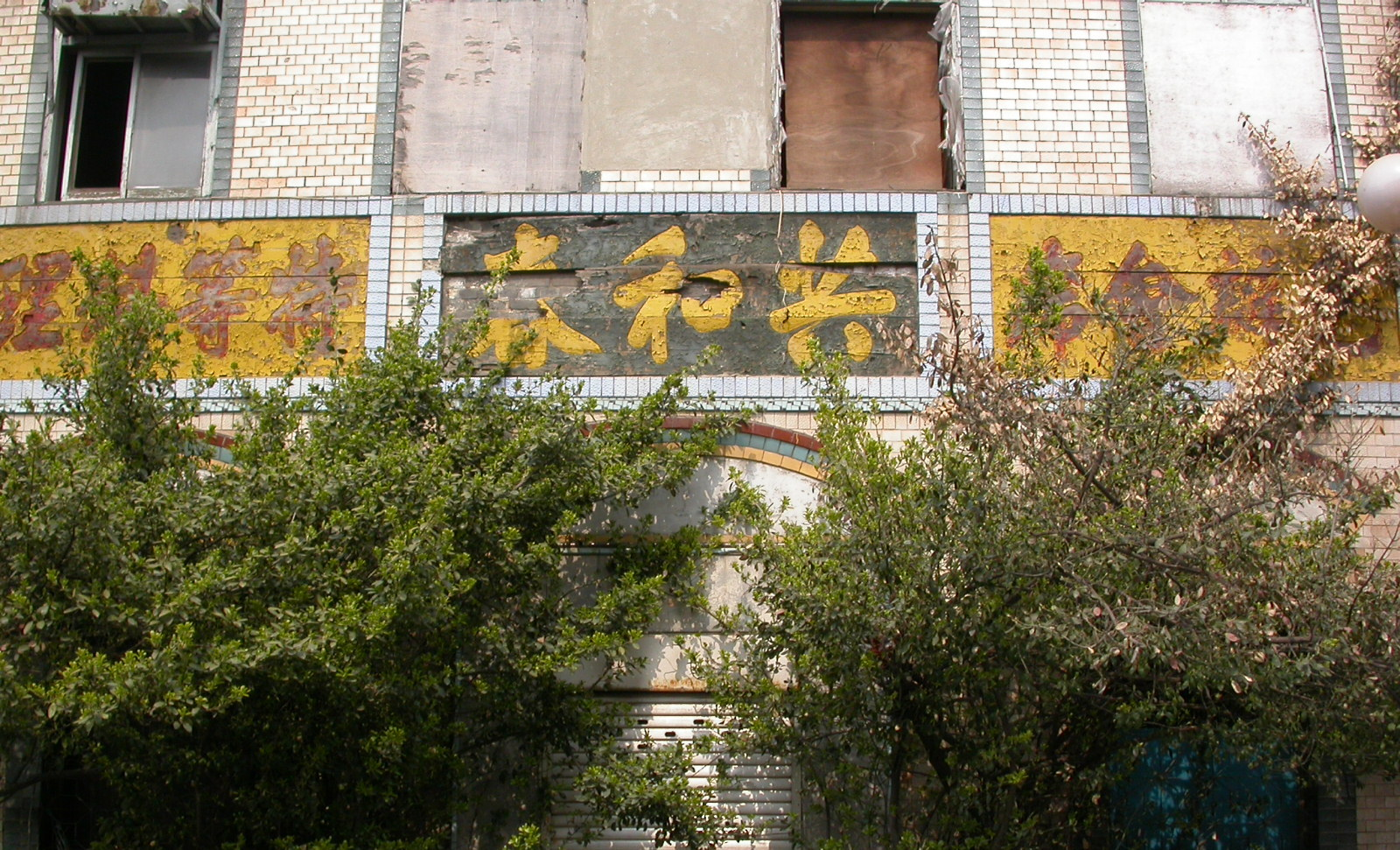
改修前の共和春